# 13328 Guetter
13328 Guetter eller 1998 SP24 är en asteroid i huvudbältet som upptäcktes den 17 september 1998 av LONEOS vid Anderson Mesa Station. Den är uppkallad efter astronomen Harry Hendrik Guetter.
Asteroiden har en diameter på ungefär 7 kilometer.